# Campeonato Mundial de Lucha de 1951
El XIII Campeonato Mundial de Lucha se celebró en Helsinki (Finlandia) entre el 26 y el 29 de abril de 1951 bajo la organización de la Federación Internacional de Luchas Asociadas (FILA) y la Federación Finlandesa de Lucha.  Solamente se compitió en las categorías del estilo libre.

## Resultados

### Lucha libre
| Evento | Oro                       | Plata                           | Bronce                   |
| ------ | ------------------------- | ------------------------------- | ------------------------ |
| 52 kg  | Ali Yücel Turquía         | Mahmud Molagasemi Irán          | Bengt Johansson · Suecia |
| 57 kg  | Nasuh Akar Turquía        | Niilo Turkkila · Finlandia      | Mehdi Yagubi Irán        |
| 62 kg  | Nurettin Zafer Turquía    | Ilmari Ruikka · Finlandia       | Henry Holmberg · Suecia  |
| 67 kg  | Olle Anderberg · Suecia   | Garibaldo Nizzola · Italia      | İbrahim Zengin Turquía   |
| 73 kg  | Celal Atik Turquía        | Aleksanteri Keisala · Finlandia | Abdolah Moytabavi Irán   |
| 79 kg  | Haydar Zafer Turquía      | Golamreza Tajti Irán            | Göte Ekström · Suecia    |
| 87 kg  | Yaşar Doğu Turquía        | Viking Palm · Suecia            | Max Leichter RFA         |
| +87 kg | Bertil Antonsson · Suecia | Pauli Riihimäki · Finlandia     | Natale Vecchi · Italia   |

## Medallero
| Núm. | País      | Oro | Plata | Bronce | Total |
| ---- | --------- | --- | ----- | ------ | ----- |
| 1    | Turquía   | 6   | 0     | 1      | 7     |
| 2    | Suecia    | 2   | 1     | 3      | 6     |
| 3    | Finlandia | 0   | 4     | 0      | 4     |
| 4    | Irán      | 0   | 2     | 2      | 4     |
| 5    | Italia    | 0   | 1     | 1      | 2     |
| 6    | RFA       | 0   | 0     | 1      | 1     |
|      | TOTAL     | 8   | 8     | 8      | 24    |